# Samuel Eto'o
Samuel Eto'o Fils (Nkon, Yaoundé, Camerun, 10 de març del 1981) és un exfutbolista camerunès d'ètnia bamoun amb nacionalitat espanyola. Exjugador de la selecció de futbol del Camerun i del Futbol Club Barcelona, actualment està retirat. Es va retirar el 7 de setembre de 2019. Eto'o ha estat guardonat amb el premi de Futbolista africà de l'any els anys 2003, 2004, 2005 i 2010, i és l'únic jugador africà en haver-ho aconseguit en quatre ocasions.

## Primers anys
Samuel Eto'o és el fill d'un comptable d'una constructora que es va traslladar des de Douala a Yaoundé, la capital del país. Va néixer a Nkon, un poblat molt proper a la ciutat. Quan tenia 2 anys, la família es va traslladar a viure a Yaoundé i quan en va fer 6, se'n va tornar a Douala.

## Carrera esportiva

### Real Madrid
La trajectòria de Samuel Eto'o Fils es caracteritza per la seva precocitat i per la seva contundència. Amb unes condicions físiques excepcionals, el davanter camerunès ja va fer el salt al futbol europeu ben aviat, en la temporada 1997-98, quan el Reial Madrid va contractar-lo i va cedir-lo al CD Leganés (2a Divisió) quan només tenia 16 anys. Amb 17 anys i 3 mesos, ja va ser el jugador més jove del Mundial de França 98. Era l'únic dels 704 inscrits en la competició que havia nascut els anys vuitanta.
Després de disputar 30 partits amb el club i marcar només quatre gols, va tornar a Madrid al final de la temporada 1998/99. El gener de 1999 va ser cedit al RCD Espanyol, amb el qual només va jugar un partit, contra el Reial Valladolid a la Copa del Rei.

### RCD Mallorca
La temporada 1999-00 va tornar de nou al Reial Madrid, aleshores entrenat per John Benjamin Toshack, qui va aconsellar que fos cedit, aquesta vegada al RCD Mallorca, on va aterrar el 19 de febrer de 2000 i on va militar durant quatre temporades. En aquesta etapa, el club mallorquí compartia els drets sobre el jugador amb el Reial Madrid. Com a jugador mallorquinista va esdevenir el màxim golejador de l'entitat balear en tota la seva història a la Lliga, amb 54 gols.
El Reial Madrid, la presidència del qual havia guanyat Florentino Pérez, va intentar vendre'l per 7 milions d'euros al Deportivo de La Corunya, però Eto'o s'hi va negar i va restar de nou cedit al Mallorca, després de guanyar la medalla d'or en els Jocs Olímpics de Sydney amb la selecció del seu país, davant d'Espanya.
La temporada 2001-2002, amb Luis Aragonés com a entrenador, va jugar 33 partits, va marcar 13 gols i el Mallorca va disputar la primera fase de la Champions League. En la següent, però, amb aragonès a l'Atlètic de Madrid, Eto'o, que es va deixar portar pel seu temperament, va viure un any negatiu, amb targetes i expulsions.
El 2003, però, va conquerir la Copa del Rei, amb un gran partit a la final (va marcar 2 dels 3 gols que va encaixar el Recreativo de Huelva). A més, en aquesta temporada 2002-2003, va recuperar l'olfacte golejador i va marcar 15 gols a la Lliga i 5 a la Copa. Tot i que ell volia anar a un equip més important, va jugar una temporada més en l'equip balear, amb Aragonés, que els va salvar del descens gràcies als 9 gols que Eto'o va marcar en els vuit últims partits. Aquell any va guanyar la seva primera Pilota d'Or d'Àfrica, guardó que reeditaria el 2004.

### FC Barcelona
Arriba al Barça l'estiu del 2004 després d'unes llargues negociacions amb el RCD Mallorca i Reial Madrid i del pagament d'un traspàs de 24 milions d'euros. Amb la seva arribada, Eto'o es converteix en el primer jugador camerunès de la història del FC Barcelona.
El seu primer any al Barça va significar la seva primera Lliga, competint en popularitat amb el "mediàtic" Ronaldinho. Eto'o, als seus vint-i-quatre anys, tenia ja, a més de dues Pilotes d'Or africanes, un envejable palmarès, amb dues Copes d'Àfrica (2000 i 2002), un or olímpic, una Copa del Rei amb el Mallorca i una Lliga amb el Barça.
Durant la Lliga es va comportar com una persona madura i no es va extralimitar amb els àrbitres ni amb els rivals, com solia ser habitual en ell i com va passar en la celebració del títol, quan va tenir una polèmica sortida de to en referir al Reial Madrid. Tot i que es va retractar de les seves paraules, el Comitè de Competició li va imposar una multa de 12.000 euros.
El seu gran objectiu era ser pichichi, però a Eto'o no li van atribuir un dels gols que ell i l'àrbitre van comptabilitzar i es va quedar a un d'igualar al que finalment seria màxim golejador, l'uruguaià del Vila-real Diego Forlán.
Tot i repetir una vegada i una altra que al Barça era feliç, dues setmanes abans d'acabar la temporada ja va reivindicar una millora de contracte, convençut que anava a ser Pitxitxi i Bota d'Or, però en els dos últims partits no va veure porta i fins i tot va fallar un penal, desequilibrat per l'ansietat. Tot i així, la directiva va escoltar les seves demandes i li va millorar el contracte, ampliant-lo fins a l'any 2010, com es faria amb Deco i Ronaldinho.
L'any 2005 va obtenir el premi del Fifa World Player al tercer millor jugador del món i durant aquella mateixa temporada va aconseguir el Pitxitxi de la lliga espanyola en marcar 26 gols. A nivell col·lectiu, el Barça va ser campió de la lliga espanyola i de la Champions League.
La següent temporada va ser l'altra cara de la moneda: Eto'o, a causa d'una lesió, es va perdre la primera meitat de la temporada i el seu equip va patir una sequera total de títols, deixant escapar la lliga en les darreres jornades.
El 28 de setembre del 2006 es lesiona de gravetat jugant un partit de Champions League davant el Werder Bremen i és baixa amb l'equip català per als cinc mesos següents. El 25 de febrer del 2007, torna a jugar com a titular marcant un gol, fent respirar una altra vegada l'optimisme al camp del Barça.
Durant l'estiu del 2008 es produeix el canvi de l'entrenador al primer equip del FC Barcelona (Frank Rijkard és substituït per Pep Guardiola) i es pren la decisió de procedir a una renovació de les figures més destacades de l'equip, donat el pobre rendiment dels últims dos anys (Ronaldinho és transferit a l'AC Milan i Deco al Chelsea FC). Samuel Eto'o és assenyalat inicialment pel nou entrenador com a candidat a ser transferit i el club comença els contactes tant per a aconseguir el seu traspàs com per a la seva substitució. Tanmateix, va passant l'estiu i finalment no es concreta la sortida del jugador camerunès, a la vegada que es posa en relleu la disposició del nou entrenador de comptar amb ell per a la temporada següent i la del jugador a implicar-se amb la nova etapa de l'equip.
Finalment, l'estiu del 2009 marxa del Futbol Club Barcelona amb destinació Milà per a jugar amb l'Inter. L'acord entre ambdós clubs suposa la transferència del jugador suec Zlatan Ibrahimovic al Barça, a més del pagament de 45 milions d'euros al club llombard.
Eto'o és internacional absolut amb la selecció de Camerun, de la qual és un dels seus principals referents, tant a nivell esportiu com simbòlic.

## Vida personal
Al seu país, on és més popular que el mateix president, hi ha una escola de futbol apadrinada per Eto'o, l'École de Football des Brasseries du Cameroun, inaugurada pel president Joan Laporta i un centre de formació que també compta amb el patrocini de Samuel, la Kadji Sport Academy. Gràcies també a la seva fama, funcionen a ple rendiment una penya oficial anomenada Association des Supporters F. C. Barcelona i una altra a la Universitat de Douala, la població on es va criar el futbolista. A més, es publica una revista mensual, Etoogol, que segueix la trajectòria del capità de la selecció camerunesa.
Eto'o dedica tot el temps que pot a la seva esposa, Georgette i als seus dos fills, Maella i Étienne, que vol seguir els seus passos, i manté contacte habitual amb qui ell anomena "el meu germà Blanc", el davanter Albert Luque, qui el va ajudar molt quan ambdós militaven a les files del RCD Mallorca. Implicat en causes solidàries, el seu objectiu és convertir-se en el número 1 del món, no només com a futbolista, sinó també en la seva lluita contra el racisme i en l'ajuda als nens desemparats de l'Àfrica.
Té dos germans també futbolistes, David i Etienne Eto'o.

### Camerun
El setembre de 2021, Samuel Eto'o, va anunciar la seva candidatura a la presidència de la Federació de Futbol del Camerun (Fecafoot).

## Estadístiques de carrera

### Club
| Club                 | Temporada       | Lliga                  | Lliga | Lliga | Copa  | Copa | Europa | Europa | Altres | Altres | Total | Total |
| Club                 | Temporada       | Divisió                | Part. | Gols  | Part. | Gols | Part.  | Gols   | Part.  | Gols   | Part. | Gols  |
| -------------------- | --------------- | ---------------------- | ----- | ----- | ----- | ---- | ------ | ------ | ------ | ------ | ----- | ----- |
| CD Leganés (cedit)   | 1997–98         | Segona Divisió         | 28    | 3     | 2     | 1    | 0      | 0      | —      | —      | 30    | 4     |
| Reial Madrid CF      | 1998–99         | La Liga                | 1     | 0     | 0     | 0    | 0      | 0      | —      | —      | 1     | 0     |
| Reial Madrid CF      | 1999–2000       | La Liga                | 2     | 0     | 0     | 0    | 3      | 0      | 1      | 0      | 6     | 0     |
| Reial Madrid CF      | Total           | Total                  | 3     | 0     | 0     | 0    | 3      | 0      | 1      | 0      | 7     | 0     |
| RCD Espanyol (cedit) | 1998–99         | La Liga                | 0     | 0     | 1     | 0    | 0      | 0      | —      | —      | 1     | 0     |
| RCD Mallorca         | 1999–00 (cedit) | La Liga                | 13    | 6     | 0     | 0    | —      | —      | —      | —      | 13    | 6     |
| RCD Mallorca         | 2000–01         | La Liga                | 28    | 11    | 5     | 2    | —      | —      | —      | —      | 33    | 13    |
| RCD Mallorca         | 2001–02         | La Liga                | 30    | 6     | 1     | 1    | 9      | 3      | —      | —      | 40    | 10    |
| RCD Mallorca         | 2002–03         | La Liga                | 30    | 14    | 6     | 5    | 0      | 0      | —      | —      | 36    | 19    |
| RCD Mallorca         | 2003–04         | La Liga                | 32    | 17    | 2     | 0    | 7      | 4      | 2      | 1      | 43    | 22    |
| RCD Mallorca         | Total           | Total                  | 133   | 54    | 14    | 8    | 16     | 7      | 2      | 1      | 165   | 70    |
| FC Barcelona         | 2004–05         | La Liga                | 37    | 25    | 1     | 0    | 7      | 4      | —      | —      | 45    | 29    |
| FC Barcelona         | 2005–06         | La Liga                | 34    | 26    | 0     | 0    | 11     | 6      | 2      | 2      | 47    | 34    |
| FC Barcelona         | 2006–07         | La Liga                | 19    | 11    | 2     | 1    | 3      | 1      | 3      | 0      | 27    | 13    |
| FC Barcelona         | 2007–08         | La Liga                | 18    | 16    | 3     | 1    | 7      | 1      | —      | —      | 28    | 18    |
| FC Barcelona         | 2008–09         | La Liga                | 36    | 30    | 4     | 0    | 12     | 6      | —      | —      | 52    | 36    |
| FC Barcelona         | Total           | Total                  | 144   | 108   | 10    | 2    | 40     | 18     | 5      | 2      | 199   | 130   |
| Inter de Milà        | 2009–10         | Serie A                | 32    | 12    | 2     | 1    | 13     | 2      | 1      | 1      | 48    | 16    |
| Inter de Milà        | 2010–11         | Serie A                | 35    | 21    | 4     | 5    | 10     | 8      | 4      | 3      | 53    | 37    |
| Inter de Milà        | 2011–12         | Serie A                | 0     | 0     | 0     | 0    | 0      | 0      | 1      | 0      | 1     | 0     |
| Inter de Milà        | Total           | Total                  | 67    | 33    | 6     | 6    | 23     | 10     | 6      | 4      | 102   | 53    |
| Anzhi Makhachkala    | 2011–12         | Russian Premier League | 22    | 13    | 1     | 0    | 0      | 0      | —      | —      | 23    | 13    |
| Anzhi Makhachkala    | 2012–13         | Russian Premier League | 25    | 10    | 3     | 2    | 16     | 9      | —      | —      | 44    | 21    |
| Anzhi Makhachkala    | 2013–14         | Russian Premier League | 6     | 2     | 0     | 0    | 0      | 0      | —      | —      | 6     | 2     |
| Anzhi Makhachkala    | Total           | Total                  | 53    | 25    | 4     | 2    | 16     | 9      | —      | —      | 73    | 36    |
| Chelsea FC           | 2013–14         | Premier League         | 21    | 9     | 3     | 0    | 9      | 3      | 2      | 0      | 35    | 12    |
| Everton FC           | 2014–15         | Premier League         | 14    | 3     | 1     | 0    | 4      | 1      | 1      | 0      | 20    | 4     |
| UC Sampdoria         | 2014–15         | Serie A                | 18    | 2     | —     | —    | —      | —      | —      | —      | 18    | 2     |
| Antalyaspor          | 2015–16         | Süper Lig              | 31    | 20    | 1     | 0    | —      | —      | —      | —      | 32    | 20    |
| Antalyaspor          | 2016–17         | Süper Lig              | 30    | 18    | 0     | 0    | —      | —      | —      | —      | 30    | 18    |
| Antalyaspor          | 2017–18         | Süper Lig              | 15    | 6     | 0     | 0    | —      | —      | —      | —      | 15    | 6     |
| Antalyaspor          | Total           | Total                  | 76    | 44    | 1     | 0    | —      | —      | —      | —      | 77    | 44    |
| Konyaspor            | 2017–18         | Süper Lig              | 13    | 6     | 1     | 0    | —      | —      | —      | —      | 18    | 6     |
| Qatar SC             | 2018–19         | Qatar Stars League     | 17    | 6     | 3     | 3    | —      | —      | 3      | 1      | 23    | 10    |
| Total carrea         | Total carrea    | Total carrea           | 587   | 293   | 46    | 22   | 111    | 48     | 20     | 8      | 764   | 371   |

1. ↑  Aparicions al Campionat del Món de Clubs
2. 1 2  Aparicions a la Supercopa d'Espanya
3. ↑  Dos aparicions a la Supercopa d'Espanya, una aparició a la Supercopa d'Europa
4. 1 2  Aparicions a la Supercoppa Italiana
5. ↑  Una aparició i dos gols a Supercoppa Italiana, una aparició a Supercopa d'Europa, dos aparicions i un gol al Campionat del Món de Clubs
6. 1 2  Aparicions a l'League Cup
7. ↑  Aparicions als playoff de la lliga i Copa de l'Emir de Qatar

### Internacional
| Selecció nacional | Anys  | Part. | Gols |
| ----------------- | ----- | ----- | ---- |
| Camerun           | 1997  | 3     | 0    |
| Camerun           | 1998  | 5     | 0    |
| Camerun           | 1999  | 1     | 0    |
| Camerun           | 2000  | 9     | 5    |
| Camerun           | 2001  | 9     | 2    |
| Camerun           | 2002  | 13    | 5    |
| Camerun           | 2003  | 7     | 2    |
| Camerun           | 2004  | 9     | 4    |
| Camerun           | 2005  | 6     | 1    |
| Camerun           | 2006  | 5     | 5    |
| Camerun           | 2007  | 3     | 1    |
| Camerun           | 2008  | 11    | 11   |
| Camerun           | 2009  | 8     | 5    |
| Camerun           | 2010  | 12    | 8    |
| Camerun           | 2011  | 9     | 4    |
| Camerun           | 2012  | 2     | 0    |
| Camerun           | 2013  | 4     | 2    |
| Camerun           | 2014  | 3     | 1    |
| Total             | Total | 118   | 56   |

## Palmarès

### Campionats estatals
- 3 Lligues espanyoles (FC Barcelona, 2004-05, 2005-06 i 2008-09)
- 2 Supercopes d'Espanya (FC Barcelona, 2005 i 2006)
- 2 Copes del Rei (Reial Mallorca, 2002-03 i FC Barcelona, 2008-09)
- 2 Copa Catalunya (FC Barcelona, 2004-05 i 2006-2007)
- 1 Coppa Italia (Inter de Milà, 2009-10)
- 1 Lliga italiana (Inter de Milà, 2009-10)

### Copes internacionals
- 1 Copa Intercontinental (Reial Madrid, 1998)
- 1 Campionat del Món de Clubs (Inter de Milà, 2010)
- 2 Copa Africana de Nacions (Selecció del Camerun, 2000 i 2002)
- 1 Medalla d'or de Futbol als Jocs Olímpics d'estiu del 2000 (Selecció del Camerun)
- 4 Lligues de Campions (Reial Madrid, 1999-00), (FC Barcelona, 2005-06, 2008-09), (Inter de Milà, 2009-10).

### Distincions individuals
- Elegit millor davanter de la Lliga de Campions 2005-2006, per la UEFA.
- Elegit millor Futbolista africà de l'any durant quatre anys: 2003, 2004, 2005 i 2010, per davant de jugadors com Drogba o Essien.
- Pitxitxi de la lliga en 1 ocasió (Temporada 2005-2006).
- Tercer golejador europeu el 2006.
- Tercer millor jugador del món la temporada 2005-2006, per la FIFA.